# Vũ Mạnh Cường
Vũ Mạnh Cường (sinh năm 1972 tại Hải Dương) là một cựu vận động viên bóng bàn người Việt Nam. Anh từng bảy lần vô địch đơn nam quốc gia. Trên đấu trường quốc tế anh từng 3 lần giành huy chương vàng tại Sea Games 18 (đơn nam), Sea Games 20 (đôi nam nữ) và Sea Games 21 (đơn nam). Anh hiện đang làm huấn luyện viên cho CLB bóng bàn T&T.